# 松巴島

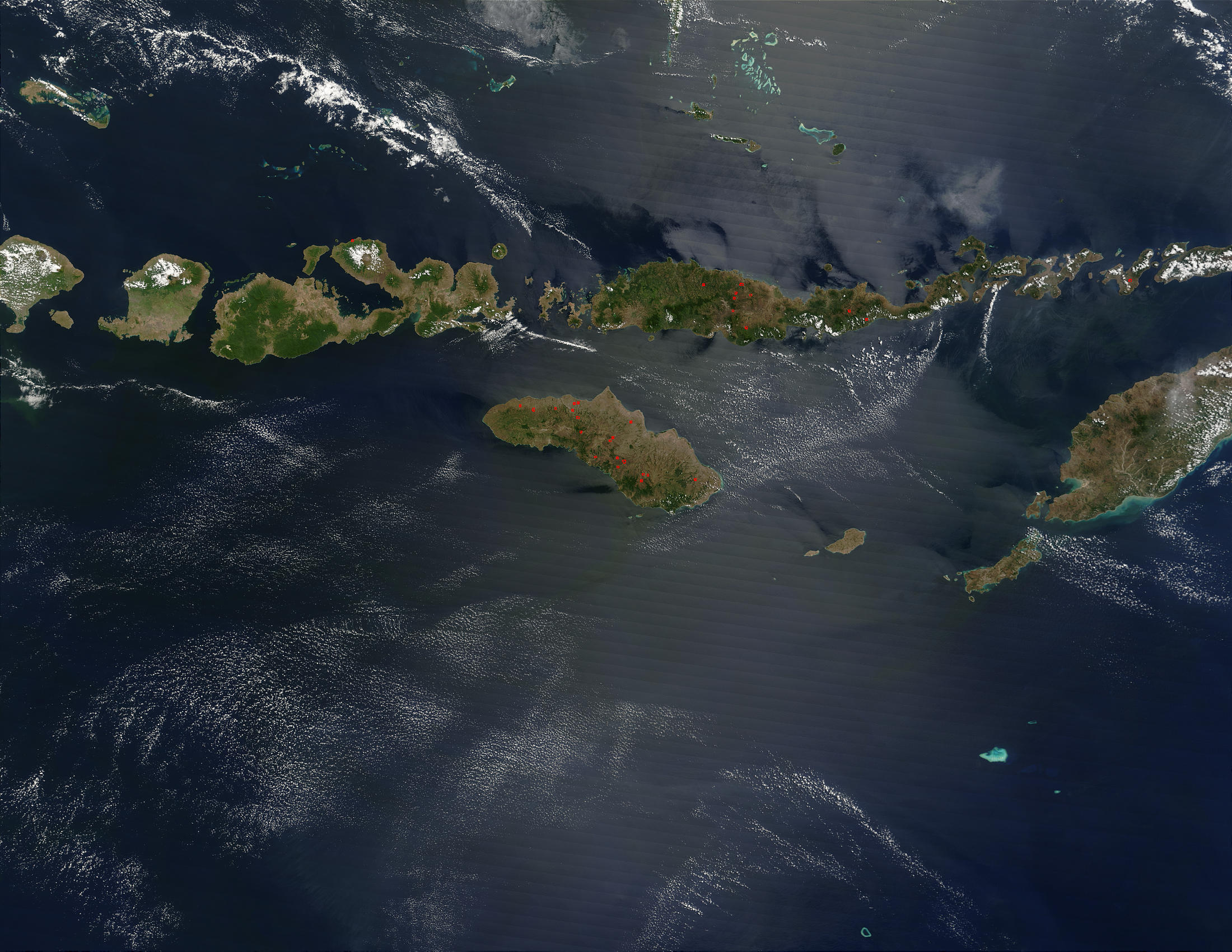
小巽他群島（松巴島在中間）

松巴島是印度尼西亞東部東努沙登加拉省的島嶼，屬於小巽他群島，位於松巴哇島東南、弗洛勒斯島西南、帝汶以西、澳洲以北。
面積11,153平方公里，2005年人口611,422。松巴島大部地区海拔600－1000米的高原，最高点1340米；年降水量约1625毫米。居民使用南島語系，有馬來族和美拉尼西亞人的血統。

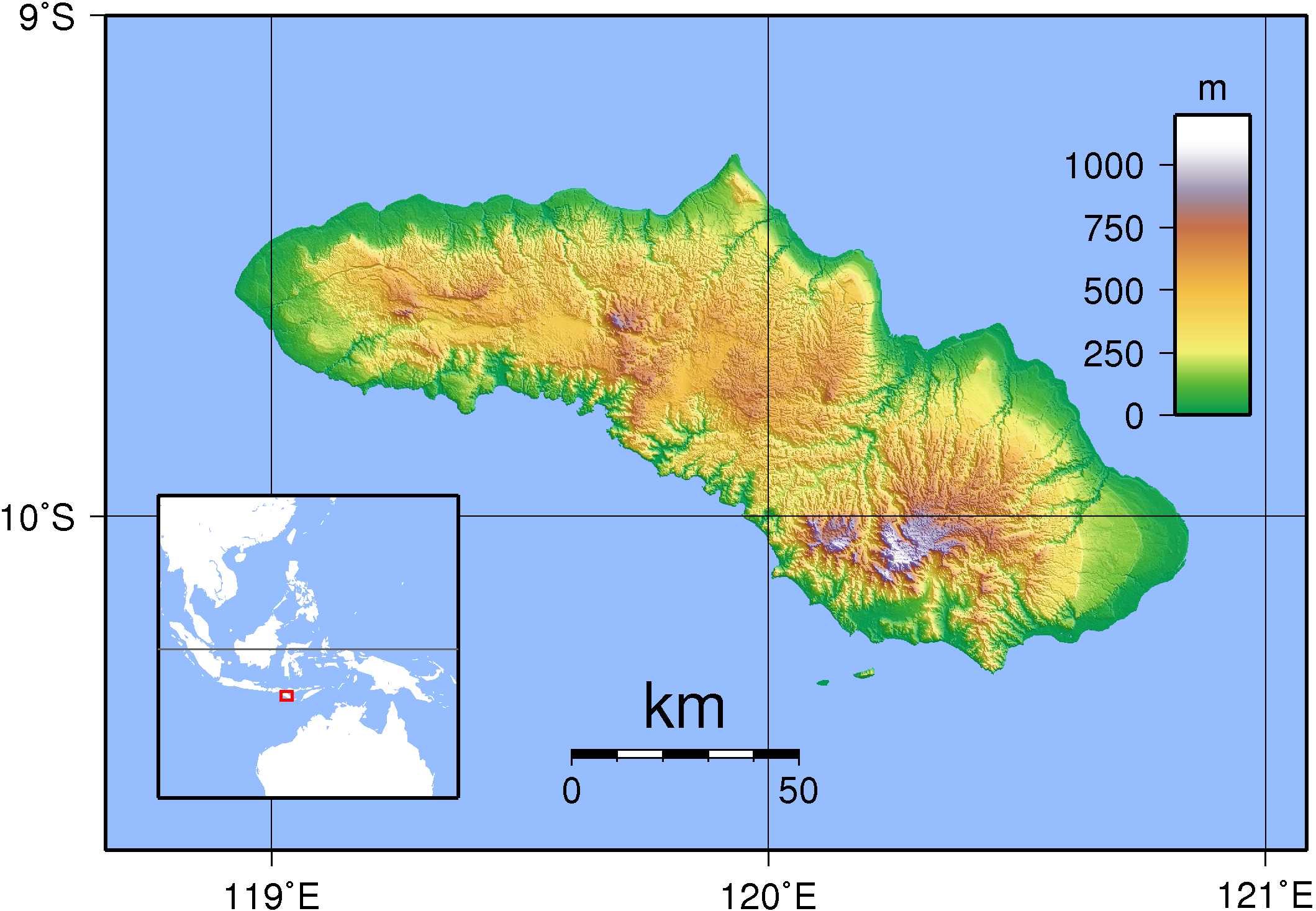
松巴島位置

## 外部連結
- Sumba Foundation （页面存档备份，存于）
- Stichting Ontluikend Sumba （页面存档备份，存于）
- Detailed map （页面存档备份，存于）